# SN 2011df
SN 2011df – supernowa typu Ia odkryta 21 maja 2011 roku w galaktyce NGC 6801. W momencie odkrycia miała maksymalną jasność 17,60m.